# Tegostoma belutschistanalis
Tegostoma belutschistanalis là một loài bướm đêm trong họ Crambidae.